# غاري وليامز (لاعب كرة قدم أمريكية)
غاري وليامز (بالإنجليزية: Garry Williams)‏ هو لاعب كرة قدم أمريكية ولاعب كرة قدم كندية أمريكي، ولد في 20 أغسطس 1986 في أتلانتا في الولايات المتحدة.

## وصلات خارجية
- غاري وليامز على موقع مرجع كرة القدم المحترفة.كوم (الإنجليزية)